# Nguyễn Thị Sen

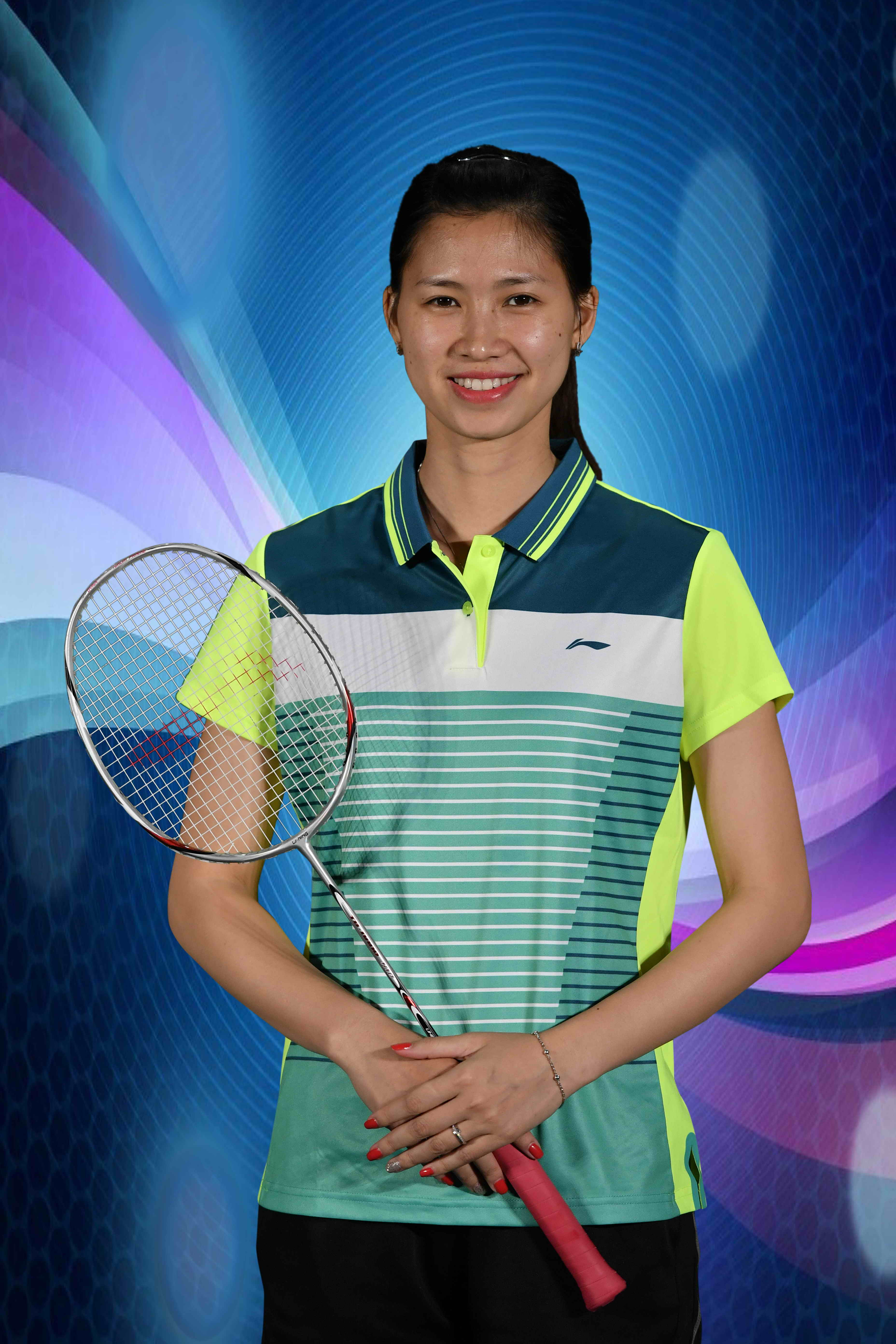
Nguyễn Thị Sen 2017

Nguyễn Thị Sen (* 16. Februar 1991) ist eine vietnamesische Badmintonspielerin.

## Karriere
Nguyễn Thị Sen startete bei den Südostasienspielen 2007. Im Damendoppel wurde sie dort Fünfte und im Dameneinzel Neunte. 2012 qualifizierte sie sich für die Asienmeisterschaften. Im gleichen Jahr repräsentierte sie ihr Land im Nationalteam im Uber Cup, 2013 im Sudirman Cup. Bei den Südostasienspielen wurde sie Neunte im Damendoppel. 2014 gewann sie gemeinsam mit Vũ Thị Trang das Damendoppel bei den Vietnam International Series.